# Rafflesia cantleyi
Rafflesia cantleyi là một loài thực vật có hoa trong họ Rafflesiaceae. Loài này được Solms miêu tả khoa học đầu tiên năm 1910.